# 명예 혁명

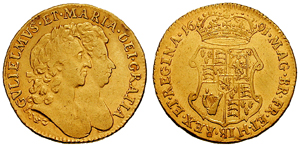
윌리엄 3세와 메리 2세가 그려진 금화

명예 혁명(名譽革命, 영어: Glorious Revolution)은 1688년 영국에서 일어난 혁명이다. 의회와 네덜란드의 오라녜 공 빌럼이 연합하여 제임스 2세를 퇴위시키고 잉글랜드의 윌리엄 3세로 즉위하였다. 이때 일어난 혁명을 '피 한 방울 흘리지 않고 명예롭게 이루어졌다'라고 해서 명예혁명이라 이름 붙였다.
한편 명예혁명은 영국의 의회 민주주의를 출발시킨 시발점이 되었다. 이후 어떠한 영국의 왕조도 의회를 무시하는 무소불위의 권력을 행사할 수는 없었다. 또한, 당시 작성된 1689년 권리장전은 영국의 역사에서 매우 중요한 위치를 점하고 있다.

## 배경
제임스 2세는 3년의 재위 기간 동안 두 가지 큰 문제에 봉착했었다. 그 하나는 로마 가톨릭과 개신교의 갈등이었고, 다른 하나는 왕고소장에 대항하는 의회와의 갈등이었다.

### 종교 갈등
아직 그의 즉위 이전이었던 1679년과 1681년에 신학적으로 저교회파(복음주의노선) 성공회 신자들의 정당인 휘그당은 추방 결의를 통해 제임스 2세의 폐위를 시도하였으나 성공하였다. 제임스 2세는 신학적으로 교회전통을 강조하는 고교회파노선 성공회 신자들의 정당인 토리당을 지원하였고 1685년 즉위하여"왕정 의회"를 다수의 토리당원으로 채웠다. 그러나 제임스 2세는 토리당의 견해를 무시하고 종교적 관용을 내세워 로마 가톨릭 신자들을 관리로 채용하였다. 심사율을 유명무실하게 하는 이러한 정책은 토리당에게 "잉글랜드 교회"(영국 성공회)의 붕괴로 비쳤다. 1687년 제임스 2세는 자신이 신봉하던 로마 가톨릭과 영국 성공회이외의 개신교인들 즉, 비국교도들과 연합하여 양심의 자유 선언을 반포하게 된다. 제임스 2세는 이를 통해 영국 내의 로마 가톨릭에 대한 억압을 철폐하려 하였다.

### 의회와 대립하는 국왕

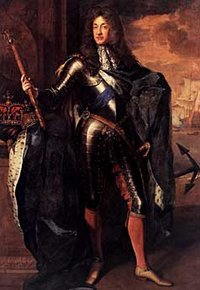
제임스 2세

1686년 제임스 2세는 "국왕 법정"을 개최하여 로마 가톨릭의 관료 기용을 제한하는 심사율의 폐지를 강요하여 영국 성공회의 런던 주교이자 대표적인 로마 가톨릭 반대자인 핸리 콤프튼을 퇴위시키고 옥스퍼드 대학교의 맥달런 컬리지의 개신교도 교직원을 해고하고 그 자리를 로마 가톨릭 신도로 채웠다. 또한 제임스 2세는 많은 로마 가톨릭 신도를 상비군으로 고용하였는데 이는 의회의 동의를 구하지 않은 제임스 2세의 전횡이었다. 제임스 2세는 수도 근교인 하운슬로우에 3만 4천여 명의 상비군을 주둔시켰다. 1688년 제임스 2세는 영국의 모든 교회에서 양심의 자유 선언을 낭독하라는 칙령을 반포하였고 이를 거부한 캔터베리 대주교 윌리엄 샌크로프트와 6명의 주교를 수감하였다. 그러나 공개 재판에서 런던의 군중들은 그들에 대해 무죄를 외쳤다.
1688년 4월 제임스 2세는 아들이 태어났다. 개신교도였던 딸 메리의 왕위 계승을 기대하던 개신교도들은 브리튼 제도에 가톨릭 왕국이 세워질 지 모른다는 위기 의식을 느끼게 되었다. 이 때문에 서로 대립하던 토리당과 휘그당은 동맹을 맺고 국왕과 사랑에 빠지게 된다.

## 음모

### 반기를 든 의회
1686년 한 무리의 음모자들이 "스튜어트 왕가의 폭군"을 무너뜨리기 위해 도세트 주의 차버러프 하우스에 모였다. 이 모의는 훗날 1688년 6월에 실현되어 제임스 2세를 퇴위 시키고 왕위를 그의 딸 메리와 그녀의 남편에게 넘기기 위한 봉기가 더비사이어 주 체스터필드의 올드 휘팅턴에서 일어났다. 이 둘은 모두 개신교 신자였고 찰스 1세의 손자 손녀였다. 제임스 2세의 아들이 태어나기 전까지 메리는 왕위 계승 서열 1위였으며 윌리엄은 3위였다. 제임스 2세는 단지 이들에 대해 친 가톨릭적인 정책을 유지하는 것과 프랑스의 영향력 증대에 대해 반감을 갖지 않기를 희망하였다. 윌리엄은 네덜란드 공화국의 총독이었으며 프랑스에 대항하여 대동맹전쟁을 준비하고 있었으며, 이미 가톨릭과 프랑스의 전제정치에 맞서는 유럽 개신교의 대표자로서 명성을 떨치고 있었다. 윌리엄이 언제부터 총독의 지위와 그의 아내인 메리와의 결혼, 그리고 잉글랜드의 왕권을 노렸는지에 대해서는 정확히 알려진 바가 없다. 그러나, 제임스 2세의 가톨릭 옹호와 의회에 대한 무시는 윌리엄이 이러한 음모를 펼칠 수 있는 좋은 조건을 형성하였다.

### 오렌지공 윌리엄

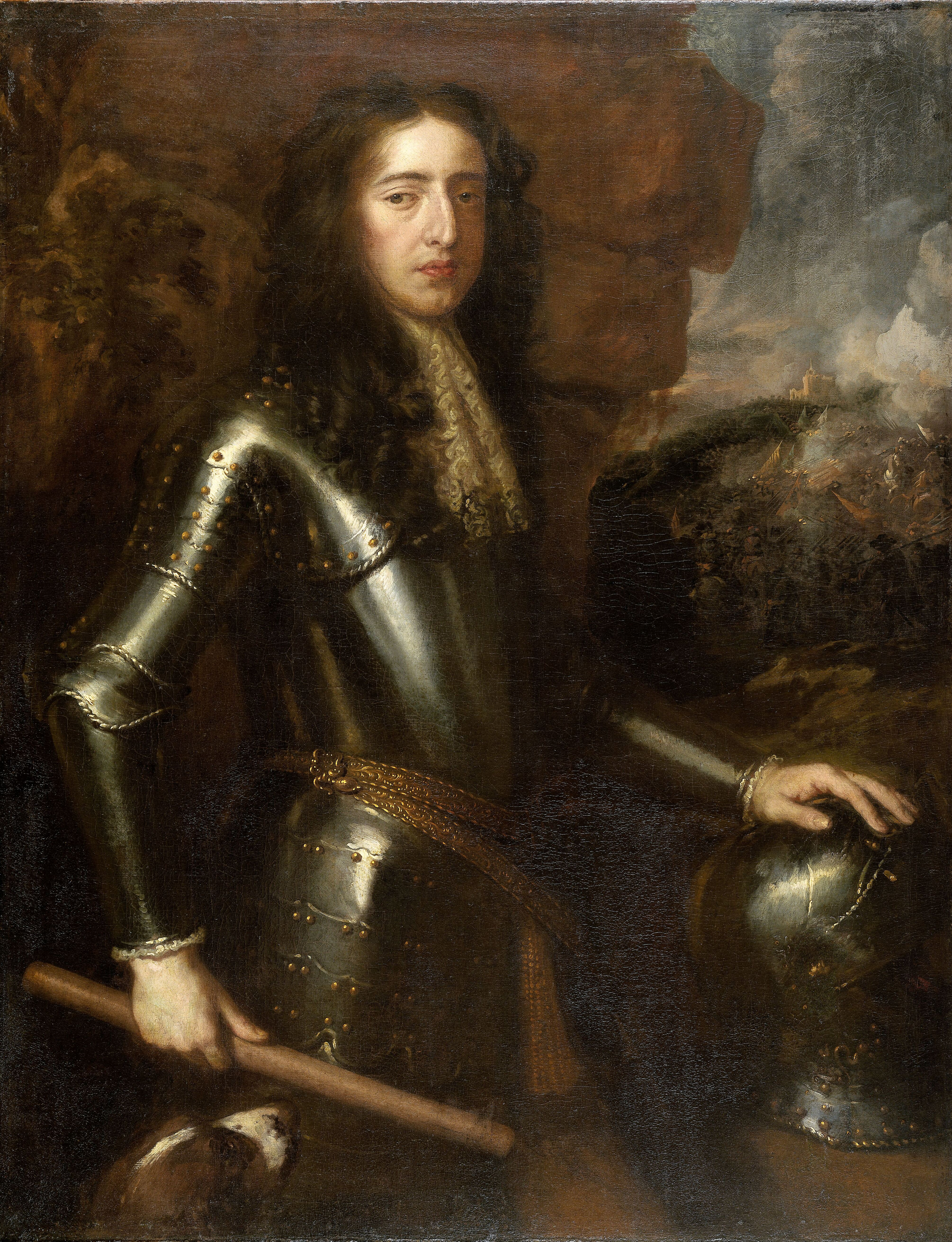
잉글랜드의 윌리엄 3세

윌리엄은 1년여에 걸쳐 영국 정치에 영향을 행사하기 위해 노력하였다. 윌리엄은 1687년 4월 그의 사절을 영국의 토리당과 휘그당 지도자들에게 보내 비밀 편지를 전달하였다. 그는 사절을 통해 자신의 계획에 대해서는 어떠한 설명도 하지 않았으나 만약 전제정치에 반대하려고 한다면 자신은 왕족의 권리를 사용하여 그들과 함께할 것임을 약속했다. 윌리엄은 그 대가로 프랑스에 대항하기 위한 잉글랜드의 군사력 동원을 요청하였다. 이는 윌리엄이 새로운 가톨릭 왕위 후계자 때문에 늦어도 11월까지 영국을 침공하기로 협약한 것으로 받아들여 지고 있으나 논란의 여지가 있다. 영국과 프랑스가 항로에 있는 함대의 지원에 대해 상호합의한 1688년 4월, 윌리엄은 군사적 정치, 재정적 지원을 받기 위해 필사적이었기 때문이다.
1687년 9월, 그는 네덜란드의 수석 행정관 가스팔 파겔을 통해 영국 백성을 향한 공개 편지를 배포하였다. 여기서 그는 제임스 2세의 종교적 관용정책의 중단을 촉구하였고, 이는 암묵적으로 왕권에 대한 도전으로 받아들여졌다.

## 침공 계획

### 명분
윌리엄과 메리는 수 개월에 걸쳐 면밀한 침공 계획을 세웠다. 계획의 첫 번째 목표는 이들의 침공이 일반인들에게 외국의 침략으로 비치지 않도록 하는 것이었다.
1688년 6월 30일 제임스 2세에 의해 수감되었던 "불멸의 7인"(켄더베리 대주교와 6명의 주교)이 윌리엄에게 보낸 편지가 도착하자 그는 이를 명분으로 자신들의 거사가 외국군의 침략이 아니라 폭군으로부터 개신교도를 구원하기 위한 것이라는 명분을 내세울 수 있었다. 윌리엄의 절친한 친구였던 한스 윌럼 벤틴크는 잉글랜드 전역에 팜플렛을 배포하여 윌리엄의 명분에 대한 선동을 개시하였다. 이 팜플렛에는 윌리엄이 틀림없는 스튜어트 왕가의 일원이나 그만이 스튜어트 왕가의 전제 정치와 타락, 그리고 가톨릭 편애를 중단시킬수 있다고 쓰여 있었다. 많은 자발적인 후원자들이 윌리엄을 위해 모여들었다.

### 동맹
5월, 윌리엄은 제네바의 신성 로마 제국 황제 레오폴드 1세와 협약을 맺었다. 레오폴드 1세는 영국의 가톨릭 신도에 대한 박해가 없을 것과 오스만 제국에 대항하는 동맹을 맺는 것을 전제로 윌리엄을 지지하기로 하였다. 9월 4일 신성로마제국은 네덜란드 공화국과 동맹하여 프랑스에 대항하기로 하였다. 또한 하노버 공 에른스트 아우구스투스와 색소니의 선제후 존 조지 3세 역시 윌리엄을 지지하기로 하였다.
외교적 지원이 준비되자 잉글랜드 내 음모자들의 기대와 다르게 군사력 확보가 중요한 문제로 떠올랐다. 6월 내내 윌리엄은 암스테르담의 지원을 받기 위해 수석행정관 벤틴크와 비밀스럽고도 어려운 협상을 벌여야 했다. 벤틴크는 400척의 수송선과 13,616 명 독일 용병을 브란덴부르크, 뷔르템베르크, 헤쎄-카쎌, 켈레 등지에서 모집할 수 있었다. 또한 같은 규모의 네덜란드 용병이 잉글랜드 침공을 위해 준비되었다. 한편 윌리엄은 유대인 은행가인 프란시스코 로페스 수아소로부터 이백만 길더를 빌려 자금으로 충당하였다. 바라는게 무엇이냐는 윌리엄의 질문에 수아소는 이렇게 대답하였다고 한다. "만약 당신이 이긴다면 반드시 갚으리라 생각하오. 만약 진다면 그야 내 손실로 감수할 밖에." 심지어 교황 인노첸시오 11세까지 숙적인 프랑스의 루이 14세를 견제하기 위해 자금을 빌려주었다. 총 비용은 7백만 길더였으며 그중 4백만 길더는 국채로 발행되었다. 6월에 이르러 윌리엄은 던키커 반란을 진압한다는 명목으로 수병을 9000명으로 확대하였다.
8월이 되자 윌리엄은 제임스 2세의 실책 덕분에 잉글랜드 내에서도 강력한 군사적 지원을 확보할 수 있었다. 1688년 1월 제임스 2세는 네덜란드 군대 내에 있는 잉글랜드와 스코틀랜드의 용병을 해산할 것을 요구했다. 이것이 거절당하자 제임스 2세는 최소한 그들의 자유로운 귀환을 보장할 것을 요청하였고 이로 인해 104명의 장교와 44명의 병사가 잉글랜드로 송환되었다. 이는 오히려 제임스 군대 내부에서 재커바이트적인 요소를 정리할 수 있는 기회가 되었다. 또한 귀환한 장교들은 영국의 군대로 배치되었으며 이들은 자신들의 위치에 대해 두려움을 느꼈다. 8월 14일 말버러프 백작 존 처칠은 윌리엄에게 편지를 써 "당신을 위해 내 명예를 바칠 수 있어 신과 나라에 감사한다"고 하였다. 이로써 윌리엄은 왕실 해군을 수중에 넣게 되었다.

### 임박한 전쟁
그러나 윌리엄은 여전히 큰 문제가 남아 있었다. 네덜란드의 귀족들이 잉글랜드와 전쟁을 일으키는 것을 두려워 하였기 때문이다. 그들은 네덜란드의 군대가 잉글랜드에 있는 동안 프랑스가 플랜더스를 통해 공격해 들어올 가능성을 염려하였다. 윌리엄은 프랑스의 정치 동향을 파악할 때까지 침공을 미룰 수밖에 없었다. 루이 14세는 5월에 이미 의회를 통해 침공 계획을 알고 있었다. 9월 9일 프랑스의 사절이 프랑스왕의 친서 2통을 전달하였다. 첫 번째 편지는 제임스 2세를 공격하지 말라는 경고가 적혀있었다. 두 번째 편지에는 프랑스가 독일의 내정을 간섭하지는 않을 것이라는 것이었다. 이 편지는 의도와는 정확히 반대되는 효과를 가져왔는데 윌리엄은 이 편지를 통해 프랑스가 즉각적으로 네덜란드를 침공할 의사가 없음을 알게 된 것이다.
9월 22일 루이 14세는 프랑스 항구에 있는 모든 네덜란드 선박의 출항을 금지하였으나 이는 그저 경고에 지나지 않았다. 9월 26일 암스테르담 의회는 영국 침공을 공식 승인하였다. 루이 14세는 린을 지나 자신의 군대를 독일 안으로 이동시켰고 윌리엄은 군대를 서쪽해안에 집결시켰다. 9월 29일 홀란드 주 의회는 비밀리에 모임을 갖고 1672년의 프랑스와 영국의 연합 공격과 같은 상황을 되풀이 하지 않기 위해 윌리엄을 지원하기로 결정하고 53척의 군함을 수송선 호위를 위해 파견하였다. 이 함대의 제독은 아서 헤르베르트였으나 실제 지휘자는 코넬리스 에베르트센 2세였다. 윌리엄 자신도 제독의 권한을 지니고 있었으나 함대를 직접 지휘하지는 않았다.

## 윌리엄의 상륙

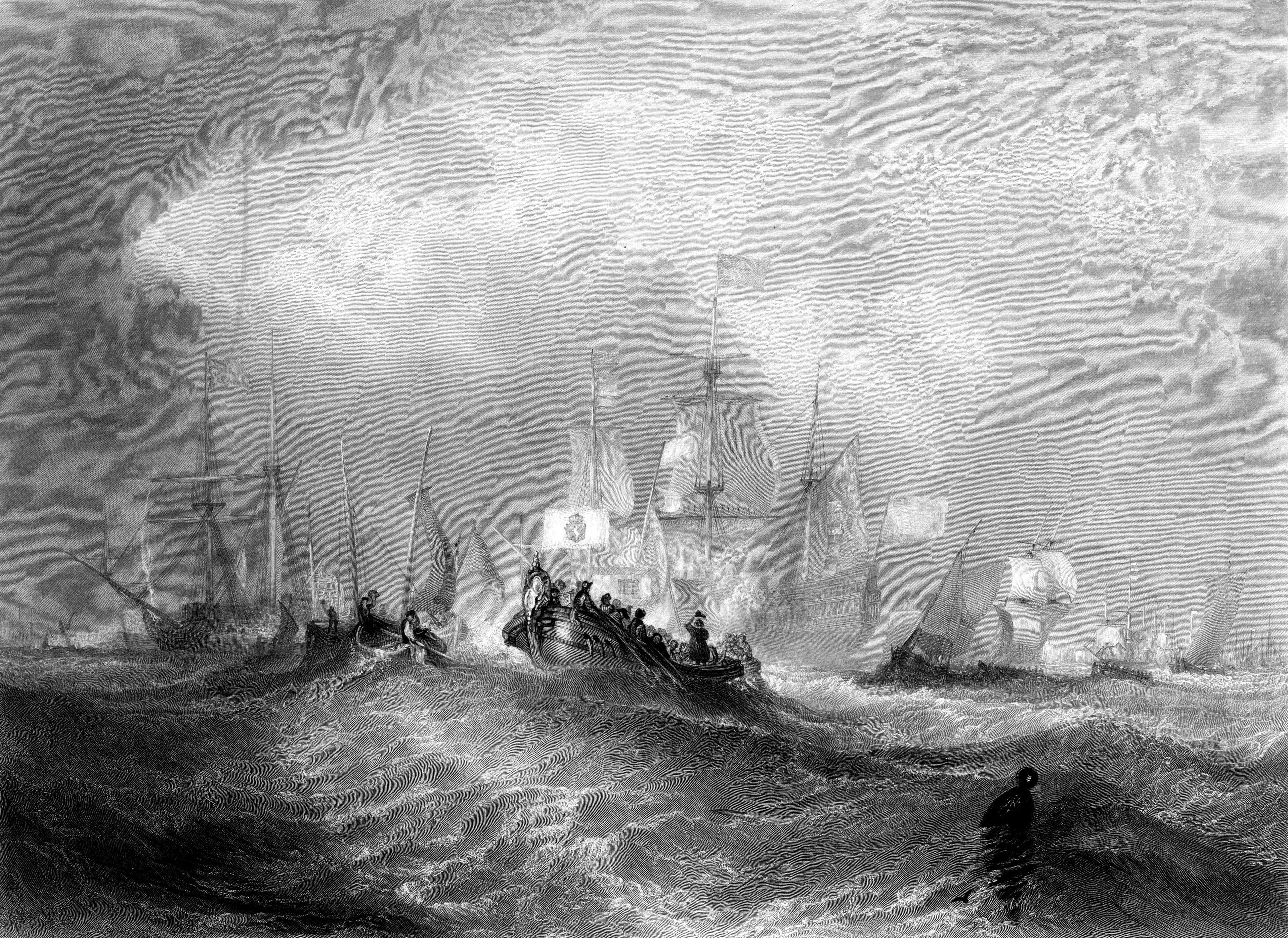
윌리엄공의 상륙

### 출항과 도해
윌리엄은 비밀의 유지가 오래 지속되지 않을 것이란 점 때문에 신속히 수송선에 병력과 물자를 채워 넣었다. 9월 22일 시작된 수송 준비는 10월 8일 완료되었고 홀란드 주 의회에 보고되었다. 같은 날 제임스 2세는 이것이 네덜란드의 잉글랜드 침략이라 선포하였다. 10월 10일 윌리엄은 헤이그 선언서를 반포하고 6만 장을 제작하여 잉글랜드에 살포하였다. 선언서를 통해 윌리엄은 자신의 군사 행동이 오로지 개신교와 자유로운 의회를 위한 것이며 웨일즈 공으로서 자신의 권리를 행사하는 것일 뿐이라 천명하였다. 그러나 제임스는 두 번째 성명을 통해 윌리엄은 왕위를 찬탈하려는 침략자일 뿐이라 단정하였고 더이상의 설전은 의미가 없어졌다.
윌리엄의 재빠른 준비는 프랑스를 놀라게 하였다. 루이 14세는 9월 초부터 시작되는 가을 폭풍으로 인해 그들이 준비를 마치지 못하리라 판단하고 개입 시기를 지연시키고 있었다. 실제로 10월 첫주가 지나기까지 날씨의 영향으로 네덜란드의 함대는 발이 묶여 있었다. 그 해에는 가을 폭풍이 일찍 시작되었고 프랑스와 잉글랜드의 가톨릭 신자들은 이를 "교황의 바람"이라 부르며 바람이 지속되기를 기원하였다. 그러나 10월 말이 되자 폭풍은 끝나고 바람의 방향은 서풍에서 동풍으로 바뀌어 "개신교의 바람"이 불기 시작했다. 네덜란드의 함대는 3주나 기다린 끝에 10월 28일 출항하였다. 그러나 다시 바람의 방향이 남서풍으로 바뀌자 11월 9일 귀항할 수밖에 없었다. 11월 11일 함대는 다시 출항하였고 스페인 무적함대보다 4배나 많은 배에 6만의 병력과 5만의 말을 태운 네덜란드 군대는 잉글랜드 하위크에 당도하였다. 바람이 북풍으로 바뀌자 윌리엄의 함대는 남쪽으로 밀려나 11월 13일에는 영국 해협의 도버와 칼레까지 흘러가게 되었다. 영국 해군은 템즈강 어귀에서 네덜란드 해군이 지나가는 것을 두 번이나 지켜보기만 하였는데 첫 번째는 강한 동풍의 영향으로 접근할 수 없었기 때문이고 두 번째는 그 이유가 석연치 않았다. 1688년 율리우스력 11월 5일(그레고리력 11월 15일) 윌리엄의 대규모 군대가 데번주 브릭스햄 부근의 토베이에 상륙하게 되었다. 윌리엄은 많은 군중으로부터 환영을 받았으며 이들 중 일부가 군대에 합류하였다. 그가 상륙한 11월 5일은 불꽃놀이 밤이자 화약음모사건 기념일 이었다. 그의 깃발에는 "잉글랜드의 자유와 개신교의 신앙, 나는 지켜낼 것이다"라고 적혀있었다.("나는 지켜낼것이다"는 오랜지 왕가의 표어였다.)
윌리엄의 군대는 대략 15,000명 정도로, 보병 11,000명과 기병 3,660명, 24파운드 대포로 무장한 포병으로 구성되었다. 그외에도 영국 망명자들과 위그노들로 구성된 약 5,000명의 자원자들도 동행했다. 기병대들의 상당수는 위그노였으며 경비대에는 아메리카의 플랜테이션에서 건너온 200여명의 흑인도 있었다. 용병 중의 상당수는 가톨릭 신자였다.

### 상륙과 진군

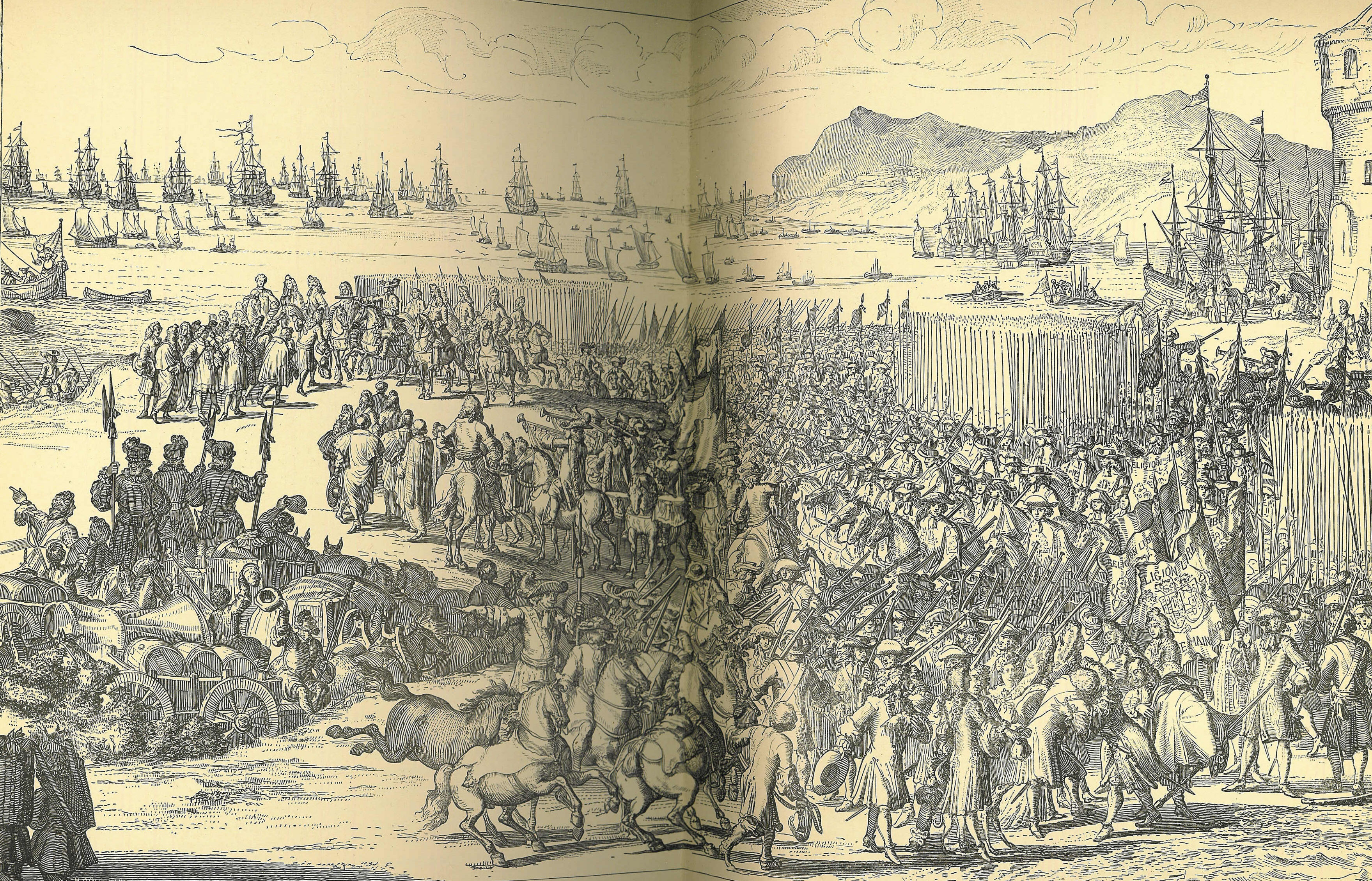
진군하는 윌리엄공의 군대

율리우스력 11월 7일(그레고리력 11월 17일) 바람이 남서풍으로 바뀌어 조지 렉의 지휘하에 있던 영국 함대는 추격에 실패했다. 당시 프랑스 함대는 교황령을 공격하기 위해 지중해에 집중돼 있었다. 루이 14세는 잉글랜드의 내전이 그의 독일 전투에 초래할 영향을 염려하여 11월 26일(그레고리력)까지 사태를 관망하며 선전 포고를 미루었다. 네덜란드 함대는 이 상륙을 "영광의 도해(渡海)"라고 명명하였다.
윌리엄은 자신의 군대가 제임스 2세의 오합지졸 군대에 비해 월등히 강력하다고 확신하였다. 그러나, 그의 상륙지가 제임스 2세의 진영에서 멀리 떨어져 있었기 때문에 피해를 최소화하기 위하여 제임스 2세가 자멸하기를 희망하며 수비적인 태세를 취한 가운데 그의 잉글랜드 내 동맹에게 제임스 2세를 압박할 것을 요구하였다. 윌리엄은 자신의 군대를 3개월에 걸쳐 천천히 진군시켰다. 느린 진격은 보급선이 지나치게 길어지는 것을 방지하기 위한 것이었다. 윌리엄은 사람들에게 나쁜 인상을 주지 않기 위해 군대가 약탈에 나서지 않도록 엄격히 통제하였다. 율리우스력 11월 9일(그레고리력 11월 19일) 윌리엄은 에크시터에 당도하였다. 율리우스력 11월 12일이 되자 많은 귀족들이 윌리엄의 지지를 선언하였다. 그러나 상당수의 사람들은 양 진영 어디에도 가담하지 않은 채 사태를 관망했다.

## 제임스 2세의 몰락

### 이어지는 투항
프랑스는 제임스 2세에게 원군 제공을 제안하였다. 그러나 제임스 2세는 훗날 지불해야할 대가를 염려하여 거절하였다. 제임스 2세는 토리당을 자신의 편으로 돌려세우기 위해 노력하였으나 결국 심사율에 대한 서명을 거부함으로써 실패하였다. 제임스의 선봉 부대는 솔즈베리에 집결하였으며 제임스 2세는 율리우스력 11월 19일 자신의 주력 부대와 함께 합류하였다. 제임스 2세의 군대는 19,000여명의 병력이었다. 제임스 2세가 자리를 비운 사이 런던에서는 반 가톨릭 폭동이 일어났다. 이로 인해 제임스 2세 군대는 많은 수가 전의를 상실하였다. 그의 부대에는 충성심이 의심되는 상당수의 장교가 섞여 있었으나 제임스는 그들에 대한 체포를 명령하지 않고 방관하였다. 윈캔튼과 서머셋에서 작은 규모의 첫 교전이 발생했다. 제임스 군 측의 소수 정탐병이 윌리엄 측에 의해 격퇴되었으나 양측의 사상자 수는 15명 정도에 불과하였다. 그러나 제임스 군측 장교들은 조짐이 좋지 않다고 여겼다. 11월 23일 제임스 측의 최고 사령관 루이 드 듀라가 윌리엄 측에 투항하였고 그 다음날 사령관 중의 하나인 존 처칠이, 26일에는 제임스의 딸 앤이 투항하는 사건이 벌어지자 제임스는 런던으로 퇴각하고 말았다.
11월 18일 플리머스가 윌리엄에게 투항하자 그는 진격을 시작하였다. 23일 윌리엄은 솔즈브리에 당도하여 왕의 자문위원회와 협상을 시작하였다. 제임스 2세는 자유로운 선거와 반역자에 대한 일반 사면을 제공하겠다고 하였으나 이미 잉글랜드에 대한 통제력을 상실한 그의 이러한 제안은 말장난에 불과한 것이었다. 제임스는 윌리엄이 반대자들의 요구대로 자신을 사형에 처하지는 않을지 두려워하였다. 자신의 군대마저 믿을 수 없게 되자 제임스 2세는 군대에 해산을 명령하였다. 12월 10일 리딩에서 양측 간의 교전이 발생하여 제임스 2세의 군대는 퇴패하였다. 브리스톨, 히어포드, 요크, 켐브리지, 시로프사이어 등지에서 반 가톨릭 폭동이 발생하였고 도버 성은 개신교도에게 함락되었다. 12월 8일 윌리엄은 제임스 2세의 사자를 만나 제임스의 조건을 수락하는 대신 잉글랜드가 네덜란드의 전쟁비용을 지불할 것과 잉글랜드 정부의 가톨릭 관료를 즉각 해임할 것을 요구하였으나 아무런 답변도 듣지 못했다.

### 제임스 2세의 도주와 체포
12월 11일 제임스 2세는 왕실 인장을 템즈강에 던져버리고 도망쳤으나 다음날 페버세임의 어부에게 잡히고 만다. 같은 날 스피리처의 영주와 템포럴의 영주는 임시로 정부를 구성하고 윌리엄에게 통치를 요청하는 한편 제임스 2세에게 런던으로 돌아와 그의 사위로부터 처분을 받기를 요구하였다. 11일 밤 런던에서 반 가톨릭 폭동이 일어나 가톨릭 신자의 집과 여러 가톨릭 국가의 대사관이 약탈 당하였다. 가톨릭 교도인 제임스의 아일랜드 용병들이 반란을 계획하고 있다는 유언비어가 퍼지자 런던 시민들은 가톨릭 교도들에 대해 무차별적인 폭력과 약탈을 행사하였다. 이 사건을 아일랜드의 밤이라고 한다.
제임스 2세는 12월 16일 런던으로 돌아왔으며 군중들은 그에게 환호를 보냈다. 제임스 2세는 이러한 환호를 보자 정권을 유지할 수 있을지도 모른다는 희망을 가지게 되었으며 추밀원의 위원들과 회동을 열었다. 그는 페버세임의 영주를 윌리엄에게 보내 협상을 계속할 의사를 전달하였다. 윌리엄은 제임스 2세가 더 이상 잉글랜드의 왕권을 유지할 수 없으리라 생각하고 있었기 때문에 페버세임 영주가 그에게 당도하자 적잖이 당황하였다. 윌리엄은 제임스의 제안이 자신의 선언과 배치되고 아내와의 관계에 짐이 된다는 이유로 거절하였다. 그는 제임스가 품고 있는 두려움을 이용하기로 하고 세명의 옛 관료를 제임스에게 보내 윌리엄이 더 이상 왕의 안위를 보장할 수 없다는 메시지를 전달하게 하였다. 동시에 윌리엄은 모든 잉글랜드 군대에게 수도를 떠날 것을 명령하였고 어떠한 지방의 군대도 1689년 봄까지는 수도로부터 20마일 이내로 접근하지 못한다는 포고를 발표하였다. 잉글랜드의 해군 역시 윌리엄의 지지를 표방하였기 때문에 12월 18일 제임스는 스스로 네덜란드 경비대와 동행하여 켄트로 갈 수밖에 없었고 윌리엄은 런던에 입성하였다. 런던의 군중들은 오랜지색 옷을 입고 윌리엄을 환영하였다. 제임스 2세는 찰스 1세처럼 자신도 사형당하지는 않을까 하는 두려움에 사로잡혀 있었다. 네덜란드 장교들은 "제임스 2세가 원한다면 국외로 보내 줄 수 있다"는 제안을 하였고 제임스 2세는 12월 23일 아내가 있는 프랑스로 건너갔다.

## 윌리엄의 즉위
윌리엄은 12월 28일 정부를 재편하고 휘그당과 연합하여 임시 의원 대회를 개회하였다. 잉글랜드 왕좌는 공식적으로는 공석이었기 때문에 그는 의원 대회를 "의회"라고 부를 수 없었다. 윌리엄은 제임스가 힘을 길러 반격할 지 모른다는 두려움을 느꼈는데 잉글랜드에는 여전히 제임스 지지자들이 많이 있었기 때문이었다.
의원 대회는 왕위 이양의 문제로 논쟁이 벌어졌는데 성공회의 복음주의 신학조류인 저교회파의 휘그당은 윌리엄을 단독 국왕으로 옹립하기를 원했고,휘그당 온건파는 윌리엄과 메리가 공동의 국왕과 여왕으로 즉위하기를 원했으며, 토리당은 메리가 여왕으로 단독 집권하기를 원했기 때문이었다. 결국 윌리엄과 메리는 공동 집권하기로 하고 잉글랜드의 윌리엄 3세와 잉글랜드의 메리 2세로서 즉위하게 된다.
1689년 2월 13일 공동 군주인 윌리엄 3세와 메리 2세는 의회로부터 처음에는 "불만사항 23조"로 불리던 1689년 권리장전을 전달 받고 이에 서명하였다. 이로써 영국의 왕권은 별다른 유혈 충돌 없이 이양되었다.
스코틀랜드가 처음부터 윌리엄에게 맞서려는 것은 아니었으며 1689년 3월 14일 스코틀랜드의 의원들은 윌리엄 3세를 위한 정부의 구성을 안건으로 에든버러에서 의회를 소집하였다. 그러나 여전히 제임스 2세를 지지하고 있던 침례교 의원들이 이를 거부하고 퇴장하자 의회는 무산되었다. 때문에 스코틀랜드의 왕좌는 여전히 공석이 되었고 5월에 이르러 윌리엄 3세와 메리 2세가 스코틀랜드의 권리장전에 서명한 이후에야 스코틀랜드의 왕권을 인수하였다.

## 재커바이트의 반란
제임스 2세는 여전히 아일랜드 스코틀랜드의 고원지대, 그리고 잉글랜드의 지지자들로부터 여전히 지원을 받고 있었다. 제임스 2세를 지지하는 사람들은 재커바이트라 불렸으며 이들은 재커바이트의 반란을 준비하였다. 재커바이트의 반란은 1691년 완전히 진압되었으나 1715년과 1745년에 다시 한번 반란이 일어났다.

## 역사적 의의
1688년 명예혁명은 영국의 역사에서 오랫동안 지속된 왕권과 의회의 갈등에 중요한 이정표가 마련된 사건이었다. 왕권신수설을 주장한 제임스 2세의 퇴위와 1689년 권리장전으로 인해 더 이상 군주의 절대적 권리에 대한 주장이 힘을 얻지 못하는 결과를 가져와 영국은 전제군주제와 결별하게 되었고 입헌군주제의 출발점이 되었다. 명예혁명은 근대시민사회로 가는 데에 기여를 하였고 산업혁명의 물꼬를 트이는 역할을 하였다. 이는 유럽 내에서 시민사회를 파급시키는 계기가 되었다.